# Antonio Escobar
Monsignore Antonio Escobar y Mendoza (Valladolid, 1589 – 4 luglio 1669) è stato un gesuita, teologo e scrittore spagnolo.
L'indole troppo benigna di varie opinioni accolte nel suo Liber theologiae moralis (che in pochi anni ebbe più di 50 edizioni) gli suscitò l'avversione dei giansenisti, soprattutto di Pascal (Lettere provinciali, V e VI), a cui l'Escobar deve principalmente la sua fama. Dal 1652 al 1663 stampò a Lione i 7 voll. della Universae theologiae moralis receptiores absque lite sententiae necnon problematicae disquisitiones ecc., trattando ogni questione con copia di dottrina, nonostante la singolarità di alcune sentenze, condannate più tardi dalla Chiesa.
Le dottrine dell'Escobar furono disapprovate da molti teologi cattolici e vennero ridicolizzate in versi spiritosi da Molière, Boileau e La Fontaine. In Francia il nome di Escobar divenne sinonimo di persona abile nel conciliare le regole morali con i propri interessi. Escobar in realtà osservava in modo scrupoloso le regole del suo ordine ed era zelante nel suo impegno di riformare la vita dei fedeli. Per questo si diceva di lui che "acquistava il Cielo a caro prezzo per se stesso, ma lo dava a buon mercato agli altri". Morì il 4 luglio 1669.

## Opere
- Summula casuum conscientiae (1627)
- Examen de confesores y práctica de penintentes (1630)
- Liber theologiae moralis (1644)
- Universae theologiae moralis problemata (7 voll., Lione, 1652–66)